# El Chavo Kart
El Chavo Kart (Chaves Kart no Brasil) é um jogo eletrônico de corrida de kart de 2014 criado pela desenvolvedora colombiana Efecto Studios e pela desenvolvedora mexicana Slang e publicado pela Televisa Home Entertainment para Xbox 360 e PlayStation 3. Uma conversão do jogo também foi lançada para Android, mas foi posteriormente removido. O jogo apresenta quase todos os personagens de Chaves em Desenho Animado (exceto Jaiminho e Glória), com trilhas vagamente baseadas em locações da série animada. Em 2020, uma versão atualizada do jogo foi lançada para iOS e Android com um estilo de arte atualizado que lembra os brinquedos Funko POP!.

## Jogabilidade
El Chavo Kart é um jogo de corrida de kart baseado em mascote, na mesma linha de Konami Krazy Racers, Nicktoons Racing, Mickey's Speedway USA, Diddy Kong Racing, Crash Team Racing e a série Mario Kart. Os jogadores competem como personagens da série (exceto Jaminho e Glória), juntamente com faixas vagamente baseadas em locais da série animada.
O jogo oferece três modos de jogo: Torneios, Corrida Livre e Desafios. Em "Torneios", o jogador pode desbloquear personagens, enquanto no final de "Desafios" cenários e pistas são desbloqueados. O jogador pode coletar power-ups ao longo da corrida que podem ser usados para se beneficiar e ganhar vantagem na corrida. As pistas incluem características da série e cenários como o Estádio Azteca, a cidade de Acapulco, o Estádio do Maracanã no Rio de Janeiro e também o Estádio TFC em Toulouse. Cada pista pode ser percorrida na direção oposta e inclui caminhos alternativos, armadilhas e obstáculos. O jogo apresenta multijogador local, permitindo que até quatro jogadores compitam entre si simultaneamente. O jogo apresenta 46 troféus ou conquistas que podem ser desbloqueados para progredir no jogo.

## Desenvolvimento
El Chavo Kart foi anunciado por Roberto Gómez Fernández, filho do comediante mexicano e criador da série Roberto Gómez Bolaños conhecido como "Chespirito", coincidindo com o 85º aniversário de Bolaños em 2014, ano também da morte de Bolaños. Os dubladores da série animada reprisaram seus papéis no jogo.
O jogo é desenvolvido com Unreal Engine 3 e apresenta gráficos que imitam o estilo artístico da série. Cada personagem possui animações diferentes que aparecem nas corridas quando o jogador bate ou salta, ou vence uma corrida. Além disso, a equipe de desenvolvimento demorou mais de dois anos para ser realizada, contando também com a participação de cerca de 150 pessoas no estúdio.
A versão brasileira do jogo (onde leva o título de Chaves Kart) traz o Corcovado do Rio de Janeiro como imagem de fundo na capa do jogo. A versão francesa do jogo (onde também recebe o título Course avec Charlie) também apresenta os Pirenéus de Toulouse como imagem de fundo na capa do jogo para Xbox 360.

## Recepção
El Chavo Kart recebeu críticas mistas.